# Corticie du chêne
Peniophora quercina
Espèce
Peniophora quercina, de son nom vernaculaire, la Corticie du chêne, est un champignon agaricomycète du genre Peniophora et de la famille des Peniophoraceae.